# Aéroport régional de Dryden
L'aéroport régional de Dryden, (code IATA : YHD • code OACI : CYHD), est situé près du village de Dryden, Ontario, Canada,.

## Évènements
L'aéroport est le site du crash au décollage du Vol Air Ontario 1363.